# Trattato di Costantinopoli (1700)

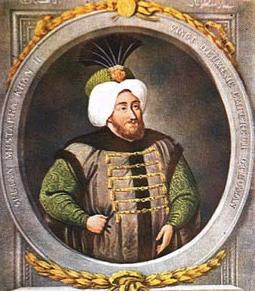
Il Sultano Mustafa II

Il trattato di Costantinopoli del 1700 è stato un accordo firmato il 13 luglio dal Regno russo e dall'Impero ottomano per porre fine alla guerra russo-turca del 1686-1700.

## Contesto
La Russia aveva partecipato - in quanto membro della Lega Santa - alla guerra austro-turca ma quando gli altri componenti della Lega (il Sacro Romano Impero, la Repubblica di Venezia e la Confederazione polacco-lituana) conclusero con il sultano Mustafa II la Pace di Carlowitz ignorarono completamente gli interessi russi.
I negoziati per la Pace di Carlowitz iniziarono nel 1698 quando la Russia era ancora impegnata a combattere lungo il fiume Dnepr e lo stretto di Kerč. Lo zar Pietro il Grande decise di partecipare personalmente ai negoziati e – non riuscendo a trovare un accordo per la protezione dei cristiani nelle province ottomane dei Balcani - il 25 dicembre 1698 concluse con la Sublime Porta una tregua della durata di due anni.
Nell'autunno 1699 lo zar inviò alla corte del Sultano il diplomatico Yemelyan Ukraintsev per negoziare un accordo di pace definitivo. Pietro il Grande voleva ottenere il riconoscimento delle conquiste russe nella regione di Azov che gli garantivano accesso al Mar Nero. I negoziati condotti da Ukraintsev però procedevano a rilento e lo zar – che voleva accelerare i tempi per poter attaccare la Svezia nella Grande guerra del Nord – gli ordinò di concludere rapidamente le trattative anche a costo di sacrificare la condizione di ottenere accesso al Mar Nero.

## L'accordo

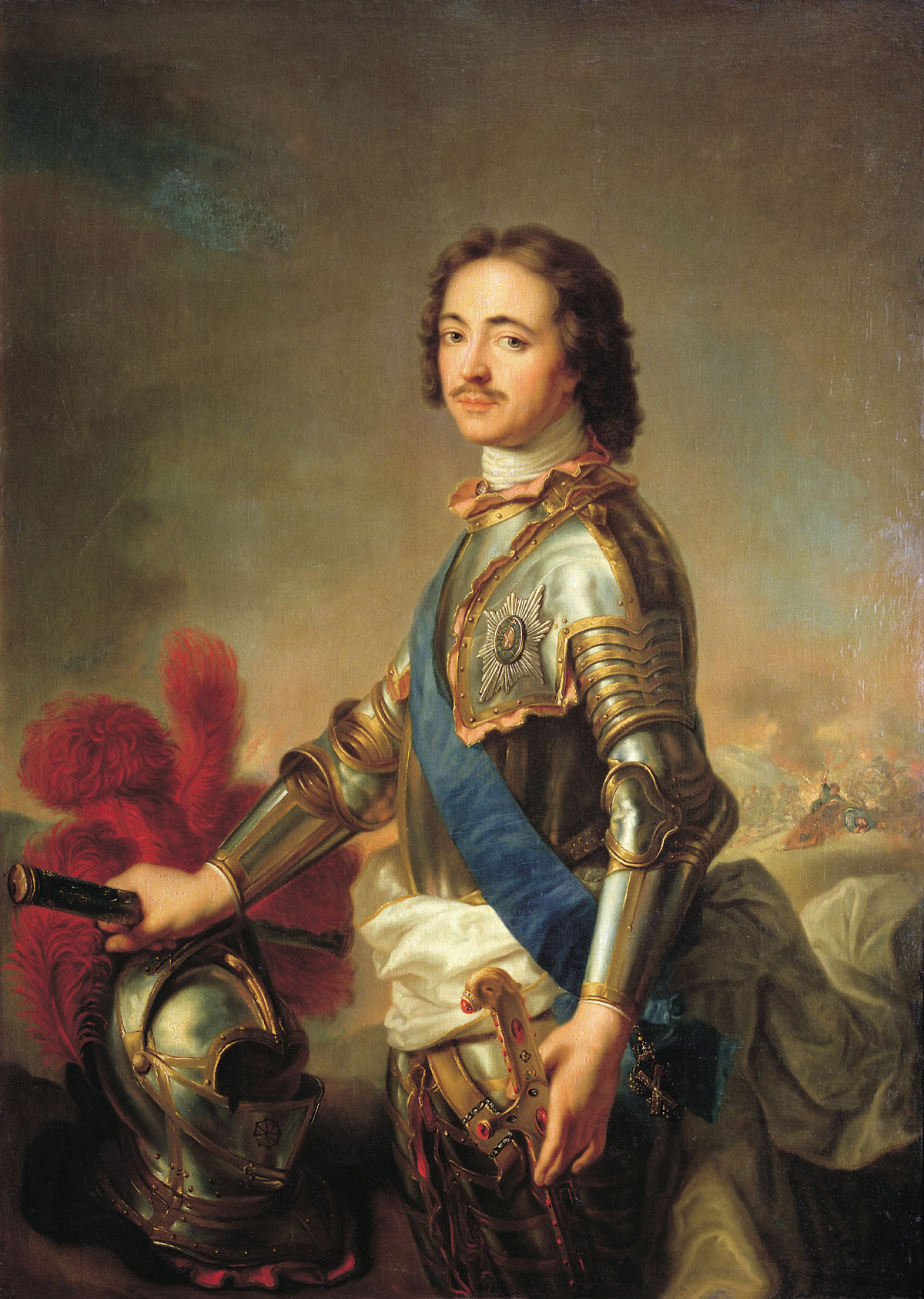
Lo zar Pietro il Grande

Con la Pace di Costantinopoli Russia e Impero Ottomano concordarono una tregua di 30 anni. Il Sultano riconosceva possedimenti russi nell'area di Azov compresa le fortezze di Taganrog, Pavlovsk e Mius. La Russia in cambio rinunciava alle proprie pretese sullo stretto di Kerč ma ottenne la cancellazione dell'obbligo di pagare un tributo al Khanato di Crimea (imposizione creata a seguito dell'occupazione della Moscovia da parte dell'Orda d'oro). Le fortezza lungo il Dnepr vennero restituite all'Impero Ottomano e l'area tra Miuskiy Gorodok e Perekop venne smilitarizzata.
Il sultano garantì inoltre il libero passaggio dei pellegrini russi in Terra santa e l'apertura di un'ambasciata russa a Costantinopoli.